# 17e armée (Allemagne)
Pour les articles homonymes, voir 17e armée.
La 17e armée (17. Armee en allemand) était une armée (regroupement d'unités militaires) de la Deutsches Heer (armée de terre allemande) lors de la Première Guerre mondiale, puis de la Heer (armée de terre de la Wehrmacht) pendant la Seconde.

## Historique

### Première Guerre mondiale
La 17e armée de l'Empire allemand est créée le 1er février 1918 et dissoute le 19 janvier 1919. Elle participe à l'offensive Michaël du printemps 1918. Son chef était Bruno von Mudra.

### Seconde Guerre mondiale
La 17e armée est formée le 20 décembre 1940. L'unité est également connu comme Armeegruppe Ruoff alors que Richard Ruoff commandait la 3e Armée roumaine et, aussi, la 8a Armata italienne ou Armata Italiana in Russia (ARMIR) entre juillet et septembre 1942.
À Zolotchiv en juillet 1941, le bataillon Nachtigall composé de nationalistes ukrainiens issus du OUN (B) de Stepan Bandera et la division SS Wiking ont massacré les juifs et les Polonais de la ville et ce sont des généraux allemands de la 17e armée qui mettent fin provisoirement aux massacres.

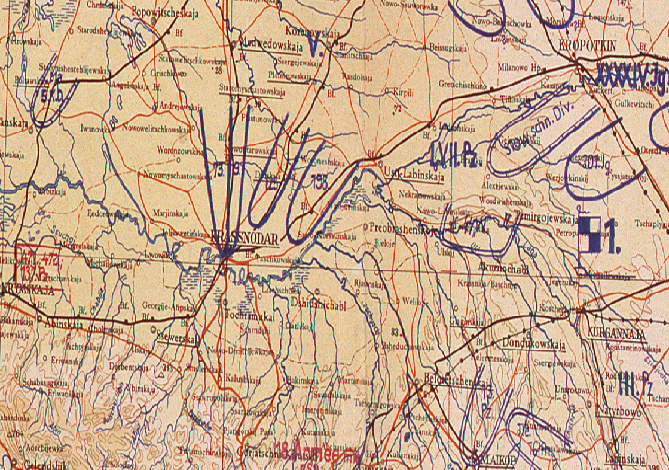
Carte de travail du commandant de la 17e armée allemande entre le 8 au 13 août 1942.

La 17e armée est détruite en grande partie en Crimée en mai 1944 et réformée peu après.

## Organisation

### 1918
- Général d'infanterie Bruno von Mudra

### 1940-1945
| Date                              | Grade                  | Commandant                   |
| --------------------------------- | ---------------------- | ---------------------------- |
| 20 décembre 1940 - 5 octobre 1941 | General der Infanterie | Carl-Heinrich von Stülpnagel |
| 5 octobre 1941 - 20 avril 1942    | Generaloberst          | Hermann Hoth                 |
| 20 avril 1942 - 1er juin 1942     | Generaloberst          | Hans von Salmuth             |
| 1er juin 1942 - 24 juin 1943      | Generaloberst          | Richard Ruoff                |
| 24 juin 1943 - 2 mars 1944        | Generaloberst          | Erwin Jaenecke               |
| 2 mars 1944 - 14 mars 1944        | Generalfeldmarschall   | Ferdinand Schörner           |
| 14 mars 1944 - 30 avril 1944      | Generaloberst          | Erwin Jaenecke               |
| 1er mai 1944 - 25 juillet 1944    | General der Infanterie | Karl Allmendinger            |
| 25 juillet 1944 - 30 mars 1945    | General der Infanterie | Friedrich Schulz             |
| 30 mars 1945 - 8 mai 1945         | General der Infanterie | Wilhelm Hasse                |

### Chefs d'état-major
| Date                                 | Grade        | Commandant                       |
| ------------------------------------ | ------------ | -------------------------------- |
| 20 décembre 1940 - 1er juin 1943     | Generalmajor | Vincenz Müller                   |
| 1er juin 1943 - 1er octobre 1943     | Oberst       | Wolfdietrich Ritter von Xylander |
| 1er octobre 1943 - 1er novembre 1943 | Oberst       | Helmuth Voelter                  |
| 1er novembre 1943 - 15 novembre 1943 | Generalmajor | Harald Freiherr von Elverfeldt   |
| 15 novembre 1943 - 9 juillet 1944    | Generalmajor | Wolfdietrich Ritter von Xylander |
| 15 juillet 1944 - 15 avril 1945      | Generalmajor | Joachim Schwatlo-Gesterding (de) |
| 15 avril 1945 - 8 mai 1945           | Oberst       | Georg Gartmayr                   |

## Batailles, campagnes et opérations
- Opération Barbarossa
- Campagne de Crimée (1941–1942)
- Bataille d'Ouman
- Bataille de Kiev
- Opération Fall Blau

## Ordre de batailles
3 septembre 1941
- À la disposition de la 17. Armee
  - LV. Armeekorps
  - 57. Infanterie-Division
  - 295. Infanterie-Division
  - 9. Infanterie-Division
- LII. Armeekorps
  - 97. leichte Infanterie-Division
  - 100. leichte Infanterie-Division
  - 76. Infanterie-Division
- XI. Armeekorps
  - 257. Infanterie-Division
  - 125. Infanterie-Division
  - 239. Infanterie-Division
  - 101. leichte Infanterie-Division
- Gruppe von Schwedler
- XXXXIV. Armeekorps (subordonné au Gruppe von Schwedler)
  - 297. Infanterie-Division
  - 68. Infanterie-Division
- IV. Armeekorps (subordonné au Gruppe von Schwedler)
  - 94. Infanterie-Division
  - 24. Infanterie-Division

2 janvier 1942
- LII. Armeekorps
  - 111. Infanterie-Division
  - 97. leichte Infanterie-Division
  - 101. leichte Infanterie-Division
- VI. Armeekorps
  - 2/3 de la 9. Infanterie-Division
  - 94. Infanterie-Division
  - 76. Infanterie-Division
- XXXXIV. Armeekorps
  - 295. Infanterie-Division
  - 257. Infanterie-Division
  - 298. Infanterie-Division + 1/3 de la 9. Infanterie-Division
  - 68. Infanterie-Division

22 avril 1942
- LII. Armeekorps
  - 111. Infanterie-Division
  - 9. Infanterie-Division
- IV. Armeekorps
  - 94. Infanterie-Division
  - 76. Infanterie-Division + 1/3 de la 295. Infanterie-Division
  - 2/3 de la 295. Infanterie-Division + 16. Panzer-Division (Gruppe von Witzleben)
- XXXXIV. Armeekorps
  - 257. Infanterie-Division + 1/3 384. Infanterie-Division
  - 1/3 de la 68. Infanterie-Division + 1/3 de la 384. Infanterie-Division
  - 97. leichte Infanterie-Division
  - 1/3 de la 384. Infanterie-Division
  - 101. leichte Infanterie-Division

24 juin 1942
- XXXXIX. Gebirgs-Armeekorps
  - 4. Gebirgs-Division
  - 198. Infanterie-Division
- Corpo di Spedizione Italiano in Russia (C.S.I.R.)
  - 52a Divisione di Fanteria Autotrasportabile “Torino” italienne
  - 9a Divisione di Fanteria Autotrasportabile “Pasubio” italienne
  - 3a Divisione Celere “Principe Amedeo Duca d’Aosta” italienne + 6º Reggimento Bersaglieri
- LII. Armeekorps
  - 111. Infanterie-Division
- IV. Armeekorps (1/3 de la 9. Infanterie-Division détachée)
  - 94. Infanterie-Division + 2/3 de la 9. Infanterie-Division
  - 76. Infanterie-Division
  - 295. Infanterie-Division
  - 370. Infanterie-Division

15 novembre 1942
- Gruppe Wetzel (V. Armeekorps)
  - 73. Infanterie-Division
  - 9. Infanterie-Division
  - 1/3 de la 10e division d'infanterie roumaine
  - 3e division de montagne roumaine
- Corps de cavalerie roumain (subordonné au Gruppe Wetzel)
  - 6e division de cavalerie roumaine
  - 19e division d'infanterie roumaine
  - 9e division de cavalerie roumaine
- LVII. Panzerkorps
  - 198. Infanterie-Division
  - 125. Infanterie-Division
  - Division mobile slovaque
- XXXXIV. Armeekorps
  - 97. Jäger-Division + Wallonische Infanterie-Bataillon 373
  - 101. Jäger-Division
- XXXXIX. Gebirgs-Armeekorps
  - 4. Gebirgs-Division
  - 1. Gebirgs-Division (moins 1 bataillon) + 97. Jäger-Division
  - 46. Infanterie-Division
  - Radfahr-Regiment 4

1er janvier 1943
- À la disposition de la 17. Armee
  - 97. Jäger-Division
- Gruppe Wetzel (V. Armeekorps)
  - 73. Infanterie-Division + 10e division d'infanterie roumaine
  - 9. Infanterie-Division + 3e division de montagne roumaine
- Corps de cavalerie roumain (subordonné au Gruppe Wetzel)
  - 6e division de cavalerie roumaine
  - 19e division d'infanterie roumaine
  - 9e division de cavalerie roumaine
- Kommando-Stab z.b.V. von Förster
  - 125. Infanterie-Division
  - Division mobile slovaque
- XXXXIV. Armeekorps
  - 101. Jäger-Division
  - 198. Infanterie-Division
- XXXXIX. Gebirgs-Armeekorps
  - 4. Gebirgs-Division
  - 1. Gebirgs-Division (moins 1 bataillon)
  - 46. Infanterie-Division
  - Kosaken-Regiment Platow
  - Radfahr-Regiment 4

9 avril 1943
- À la disposition de la 17. Armee
  - 13. Panzer-Division + 4. Gebirgs-Division
- Gruppe Wetzel (V. Armeekorps)
  - 4. Gebirgs-Division
  - 125. Infanterie-Division + 101. Jäger-Division + 10e division d'infanterie roumaine
  - 73. Infanterie-Division + 6e division de cavalerie roumaine
- Corps de cavalerie roumain (subordonné au Gruppe Wetzel)
  - 9e division de cavalerie roumaine
  - 6e division de cavalerie roumaine + 1/3 de la 10e division d'infanterie roumaine
- XXXXIV. Armeekorps
  - 9. Infanterie-Division + 3e division de montagne roumaine
  - 97. Jäger-Division + 19e division d'infanterie roumaine
  - 101. Jäger-Division + 19e division d'infanterie roumaine + 5. Luftwaffen-Feld-Division
- XXXXIX. Gebirgs-Armeekorps
  - 370. Infanterie-Division
  - 50. Infanterie-Division

25 juillet 1943
- V. Armeekorps
  - Kampfgruppe Generalleutnant Kreß: 6e division de cavalerie roumaine, 4. Gebirgs-Division
  - Kampfgruppe Generalleutnant von Bünau: 1re division de montagne roumaine, 73. Infanterie-Division
  - 9. Infanterie-Division + 1re division de montagne roumaine
- Corps de cavalerie roumain (subordonné au V. Armeekorps)
  - 9e division de cavalerie roumaine
  - 19e division d'infanterie roumaine
- XXXXIV. Armeekorps
  - 97. Jäger-Division + 10e division d'infanterie roumaine
  - 98. Infanterie-Division
  - 79. Infanterie-Division + 10e division d'infanterie roumaine
  - 10e division d'infanterie roumaine + 79. Infanterie-Division
  - 125. Infanterie-Division
- XXXXIX. Gebirgs-Armeekorps
  - 370. Infanterie-Division
  - 50. Infanterie-Division
  - Kampfgruppe Schury: 101. Jäger-Division + Radfahr-Regiment 4
  - Kommandant von Taman (Stab 101. Jäger-Division) + 101. Jäger-Division + 3e division de montagne roumaine + 13. Panzer-Division

24 septembre 1943
- À la disposition de la 17. Armee
  - 4e division de montagne roumaine
  - 9. Infanterie-Division
- Befehlshaber der Straße Kertsch
  - 10e division d'infanterie roumaine
- V. Armeekorps
  - 4. Gebirgs-Division
  - 73. Infanterie-Division
- Corps de cavalerie roumain (subordonné au V. Armeekorps)
  - 9e division de cavalerie roumaine
  - 19e division d'infanterie roumaine
- XXXXIV. Armeekorps
  - 97. Jäger-Division
  - 98. Infanterie-Division
  - 79. Infanterie-Division
- XXXXIX. Gebirgs-Armeekorps
  - 370. Infanterie-Division
  - 50. Infanterie-Division + Gruppe Oberst Babel (370. Infanterie-Division)
  - Kommandant von Taman + 19e division d'infanterie roumaine

20 novembre 1943
- XXXXIX. Gebirgs-Armeekorps
  - 10e division d'infanterie roumaine
- Gruppe Generalleutnant Sixt (subordonné au XXXXIX. Gebirgs-Armeekorps)
  - Gruppe General Weber: 50. Infanterie-Division + Kampfgruppe 336. Infanterie-Division + 153. Feldausbildungs-Division + 1re division d'infanterie slovaque
  - Kampfgruppe 336. Infanterie-Division
- Corps de cavalerie roumain (subordonné au XXXXIX. Gebirgs-Armeekorps)
  - 9e division de cavalerie roumaine
- Corps de montagne roumain (subordonné au XXXXIX. Gebirgs-Armeekorps)
  - 1re division de montagne roumaine
  - 2e division de montagne roumaine
- V. Armeekorps
  - 6e division de cavalerie roumaine
  - 98. Infanterie-Division + 153. Feldausbildungs-Division + 50. Infanterie-Division
  - 3e division de montagne roumaine
  - 19e division d'infanterie roumaine
  - Gruppe Oberst Krieger

26 décembre 1943
- Gruppe General Konrad (XXXXIX. Gebirgs-Armeekorps)
  - 10e division d'infanterie roumaine + 9e division de cavalerie roumaine
- Gruppe General Weber (subordonné au Gruppe General Konrad)
  - 19e division d'infanterie roumaine
  - 9e division de cavalerie roumaine
  - 5. Feld-Division (L)
  - 336. Infanterie-Division
- Gruppe Generalleutnant Sixt (subordonné au Gruppe General Konrad)
  - 50. Infanterie-Division + 336. Infanterie-Division + 153. Feldausbildungs-Division + 1re division d'infanterie slovaque
  - 336. Infanterie-Division
- Corps de cavalerie roumain
  - 9e division de cavalerie roumaine
- Corps de montagne roumain
  - 1re division de montagne roumaine + 10e division d'infanterie roumaine
  - 2e division de montagne roumaine
- V. Armeekorps
  - 6e division de cavalerie roumaine
  - 98. Infanterie-Division + 50. Infanterie-Division
  - 3e division de montagne roumaine
  - Gruppe Oberst Krieger

15 avril 1944
- À la disposition de la 17. Armee
  - Corps de montagne roumain
  - Corps de cavalerie roumain
- V. Armeekorps
  - 73. Infanterie-Division + 3e division de montagne roumaine + 6e division de cavalerie roumaine
  - 98. Infanterie-Division + 111. Infanterie-Division + 19e division d'infanterie roumaine + 9e division de cavalerie roumaine
- XXXXIX Gebirgs-Armeekorps
  - 336. Infanterie-Division + 1re division de montagne roumaine
  - 50. Infanterie-Division + 2e division de montagne roumaine + 10e division d'infanterie roumaine

15 août 1944
- XI. SS-Armeekorps
  - 545. Grenadier-Division
  - Gruppe Oberst Schmidt
  - 544. Grenadier-Division
  - 78. Grenadier-Division
  - 8. Panzer-Division
- LIX. Armeekorps
  - 78. Grenadier-Division
  - 23. Panzer-Division
  - 371. Infanterie-Division

28 septembre 1944
- XI. SS-Armeekorps
  - 208. Infanterie-Division
  - 545. Grenadier-Division
  - 78. Grenadier-Division
- LIX. Armeekorps
  - 544. Grenadier-Division
  - 359. Infanterie-Division
  - 371. Infanterie-Division

13 octobre 1944
- XI. SS-Armeekorps
  - 96. Infanterie-Division
  - 208. Infanterie-Division
  - 545. Volks-Grenadier-Division
  - 78. Volks-Grenadier-Division
- LIX. Armeekorps
  - 544. Volks-Grenadier-Division
  - 359. Infanterie-Division
  - 371. Infanterie-Division

31 décembre 1944
- XI. SS-Armeekorps
  - 320. Volks-Grenadier-Division
  - 545. Volks-Grenadier-Division
  - 78. Volks-Grenadier-Division
- LIX. Armeekorps
  - 544. Volks-Grenadier-Division
  - 359. Infanterie-Division
  - 371. Infanterie-Division

21 janvier 1945
- XI. SS-Armeekorps
  - 320. Volks-Grenadier-Division
  - 545. Volks-Grenadier-Division
- LIX. Armeekorps
  - 78. Volks-Sturm-Division
  - 544. Volks-Grenadier-Division
  - 304. Infanterie-Division
  - 344. Infanterie-Division
- XI. Armeekorps
  - 359. Infanterie-Division
  - 371. Infanterie-Division
- XXXXVIII. Panzerkorps
  - 75. Infanterie-Division + 10. Panzer-Grenadier-Division
  - 68. Infanterie-Division
  - 712. Infanterie-Division
  - 97. Jäger-Division

19 février 1945
- VIII. Armeekorps
  - Kampfgruppe 20. Waffen-Grenadier-Division der SS (estnische Nr. 1)
  - 45. Volks-Grenadier-Division
  - 100. Jäger-Division
- XVII. Armeekorps
  - 254. Infanterie-Division
  - 20. Panzer-Division
  - Kampfgruppe 19. Panzer-Division
- Festung Breslau
  - Divisionsstab z.b.V. 609
  - Festungskommandant Breslau
- XXXXVIII. Panzerkorps
  - 208. Infanterie-Division
  - Kampfgruppe 10. Panzer-Grenadier-Division
  - Kampfgruppe 269. Infanterie-Division
- LVII. Panzerkorps
  - 408. Infanterie-Division
  - 8. Panzer-Division
  - Panzer-Brigade 103

1er mars 1945
- VIII. Armeekorps
  - 45. Volks-Grenadier-Division
  - 100. Jäger-Division
  - 254. Infanterie-Division
- XVII. Armeekorps
  - 20. Panzer-Division
  - Kampfgruppe 19. Panzer-Division
  - Kampfgruppe 359. Infanterie-Division
- Festung Breslau
  - Divisionsstab z.b.V. 609
  - Festungskommandant Breslau
- XXXXVIII. Panzerkorps
  - 208. Infanterie-Division
  - Kampfgruppe 269. Infanterie-Division
  - Kampfgruppe 10. Panzer-Grenadier-Division
- Gruppe Nehring (XXIV. Panzerkorps)
- LVII. Panzerkorps (subordonné au Gruppe Nehring)
  - 408. Infanterie-Division
  - 8. Panzer-Division
  - Panzer-Brigade 103
  - Führer-Begleit-Division
- XXXIX. Panzerkorps (subordonné au Gruppe Nehring)
  - Kampfgruppe 6. Volks-Grenadier-Division + 21. Panzer-Division
  - Kampfgruppe 17. Panzer-Division
  - Führer-Grenadier-Division

12 avril 1945
- À la disposition de la 17. Armee
  - Fallschirm-Panzer-Division 1 “Hermann Göring”
  - 20. Waffen-Grenadier-Division der SS (estnische Nr. 1)
  - Divisionsstab z.b.V. 603
  - 18. SS-Freiwilligen-Panzergrenadier-Division “Horst Wessel”
- XXXX. Panzerkorps
  - 168. Infanterie-Division
  - 20. Panzer-Division
  - 45. Volks-Grenadier-Division
- XVII. Armeekorps
  - Kampfgruppe 31. SS-Freiwilligen-Grenadier-Division
  - Kampfgruppe 296. Infanterie-Division
  - 359. Infanterie-Division
- Festung Breslau (Wehrkreis VIII)
  - Divisionsstab z.b.V. 609
  - Festungskommandant Breslau
- VIII. Armeekorps
  - 208. Infanterie-Division
  - 100. Jäger-Division
  - 17. Infanterie-Division

30 avril 1945
- À la disposition de la 17. Armee
  - 18. SS-Freiwilligen-Panzergrenadier-Division “Horst Wessel”
- XXXX. Panzerkorps
  - 68. Infanterie-Division
  - 1. Skijäger-Division
  - Kampfgruppe 168. Infanterie-Division
  - Kampfgruppe 45. Infanterie-Division
- XVII. Armeekorps
  - Kampfgruppe 31. SS-Freiwilligen-Grenadier-Division
  - 359. Infanterie-Division
  - 208. Infanterie-Division
- Festung Breslau
- VIII. Armeekorps
  - 100. Jäger-Division
  - Kampfgruppe 20. Waffen-Grenadier-Division der SS (estnische Nr. 1)

### Source
- (en) Cet article est partiellement ou en totalité issu de l’article de Wikipédia en anglais intitulé « 17th Army (Wehrmacht) » (voir la liste des auteurs).